# Tamara Dernjatin
Tamara Dernjatin, född Hramova 6 juni 1926 i Mola, död 3 juni 2006 i Helsingfors, var en finländsk sångerska (sopran) och en av medlemmarna i Metro-tytöt.
Dernjatin föddes i en ortodox tiobarnsemigrantfamilj i Mola, som efter andra världskriget flyttade till Åbo, där systrarna Tamara, Katja och Olga bildade en egen sånggrupp. Gruppen gjorde fem skivinspelningar, varav tre tillsammans med Olavi Virta. Dernjatin blev vidare sopransångare i Metro-tytöt och ersatte därmed Annikki Kuisman i den funktionen. Förutom inspelningarna med Metro-tytöt gjorde Dernjatin 46 skivinspelningar med olika artister, däribland med Matti Louhivuori och Olavi Virta.